# Ctenophysis
Ctenophysis chilensis és una espècie d'aranya araneomorfa de la subfamilia Erigoninae, dins de la família Linyphiidae.
És l'únic membre del gènere monotípic Ctenophysis.
Fou descrit per primera vegada per Alfred Frank Millidge l'any 1985,

## Distribució
És un endemisme de Xile on es troba a les regions de Bío-Bío, Araucania, Los Lagos i Los Rios.